# Lago de Asfalto
O Lago de Asfalto, conhecido como Guanoco ou Bermudez é um dos lagos da Venezuela. Sua plataforma é revestida de asfalto.